# Joseph De Craecker
Joseph De Craecker (n. 19 ianuarie 1891, Antwerpen, Flandra, Belgia – d. 23 octombrie 1975) a fost un scrimer ce a reprezentat Belgia, medaliat olimpic. A participat la 2 ediții ale Jocurilor Olimpice (1920, 1924) în care a câștigat două medalii de argint.